# ТЭЦ Эльблонг
ТЭЦ Эльблонг — теплоэлектроцентраль на севере Польши в городе Эльблонг.
В 1928 году в Эльбинге (который в то время вместе со всей Восточной Пруссией принадлежал Германии) начала работу муниципальная электростанция, имевшая центральную котельную с четырьмя пылеугольными котлами и две турбины мощностью 8 МВт и 10 МВт. В 1941 году её усилили за счёт третьей турбины мощностью 20 МВт. Во время Второй мировой войны станция сильно пострадала, поэтому после передачи города Польше смогли лишь частично восстановить её работу.
В 1953—1956 годах мощность ТЭС довели до 80 МВт путём установки трёх паровых котлов ОР-130 и соответствующего количества турбин общей мощностью 62 МВт — двух чешских CKD-25 с показателями по 25 МВт и одной AT-12 мощностью 12 МВт.
В 1960-х годах станции предоставили возможность поставлять тепловую энергию. В 1980 году для покрытия пиковых нагрузок смонтировали водогрейный котёл рацибужской компании Rafako WP-120 мощностью 140 МВт (в настоящее время не эксплуатируется).
В 2014 году введён в строй котёл на биомассе BBS-90, который питает турбину E Ekol T-25-9,0/0,1 мощностью 25 МВт (вместе носят название блок BB20p). На тот момент продолжали использоваться введённые в 1950-х годах три котла и две турбины: № 5 мощностью 25 МВт (в отопительный сезон 20 МВт) и № 6 с показателем 12 МВт (в отопительный сезон 10 МВт). Также работала турбина № 2 типа PTP-12 мощностью 12 МВт. Общая электрическая мощность станции составляла 74 МВт при тепловой мощности 260 МВт.